# Bangui

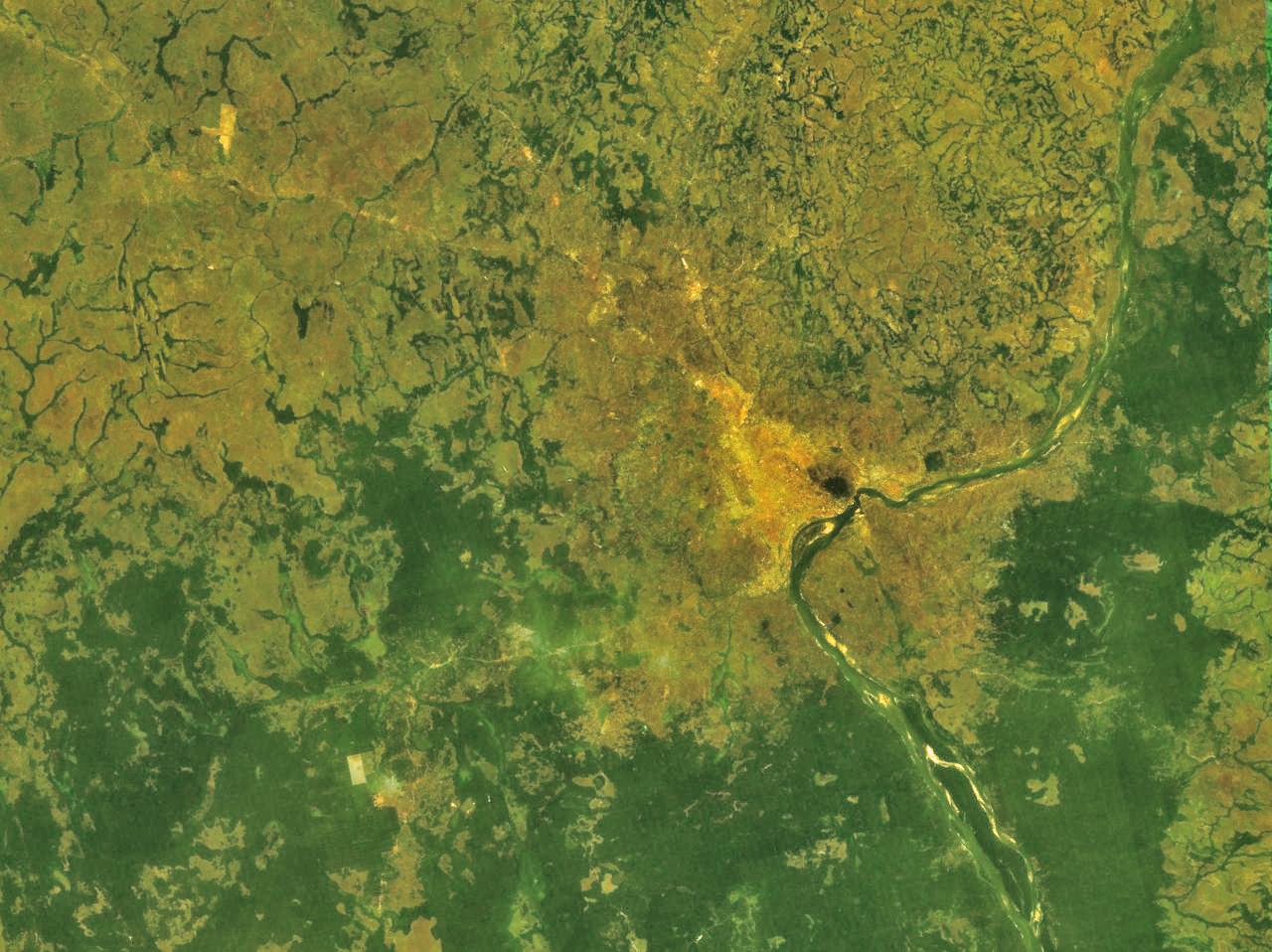
Satelitní snímek Bangui

Bangui je hlavní město Středoafrické republiky (od roku 1960), jakož i politické, hospodářské a kulturní centrum země. Město leží na řece Ubangi, která v tomto úseku tvoří hranici mezi Středoafrickou republikou Konžskou demokratickou republikou. Počet jeho obyvatel se v roce 2005 odhadoval na 684 000.

## Dějiny
Bangui bylo založeno roku 1889 jakožto správní centrum francouzské kolonie Ubangi-Šari.

## Hospodářství
Místní hospodářství je postaveno na textilním, chemickém a potravinářském průmyslu. Ve městě se nachází významná burza diamantů. Mezi nejdůležitější vývozní komodity patří dřevo.

## Doprava
Bangui má říční přístav, kterým prochází většina středoafrického vývozu. Nachází se zde rovněž mezinárodní letiště Bangui M'Poko (kód letiště IATA BGF). Osobní říční doprava město spojuje se Zongo ležícím na protějším břehu řeky Ubangi a také s Brazzaville.

## Vzdělání
V roce 1969 byla založena univerzita, kterou nazval prezident Jean-Bedel Bokassa svým jménem.